# Ференц Калмар
Ференц Калмар (Суботица, 25. мај 1928 — Суботица 12. октобар 2013) био је вајар, класик наивне уметности Србије. Његова дела уврштена су у колекције Савременe галеријe у Новом Саду, Градског музеја у Суботици, Галерије „Ечка“ код Зрењанина, Градског музеја у Бечеју, Савремене галерије у Суботици и Музеја наивне и маргиналне уметности у Јагодини.

## Биографија
Рођен је 1928. године у Суботици. Скулптуром се бавио од 1947. Излагао је широм света, а први пут самостално, у Суботици 1956. године. За своја дела је више пута награђиван. Најзначајније награде су Форумова Награда за ликовну уметност (Нови Сад, 1993) и Награда за укупан уметнички рад, додељена на 13. међународном бијеналу за наивну и маргиналну уметност у МНМУ, Јагодина, 2007. године. Умро је у свом атељеу у Суботици 2013. године.

## Стил
Током више од шест деценија богатог стваралаштва створио је јединствени опус који открива његов радознао и истраживачки дух. Његова свестраност коју примећујемо у интересовању за различите материјале: керамику, метал, дрво, открива нам уметников темперамент, кога нарочито одаје немирни дух, честа промена медијума до дефинитивне препуштености сировој, магнетској енергији споја сликарства и вајарства, израженог у скулптурама технике бојеног дрвета. Почетком осамдесетих, бојено дрво, трајно га и врло успешно сврстава у уметнике маргиналне уметности Србије.
Дубљим и плићим тесањем уметник постиже динамику затворених и отворених, оштрих и заобљених форми, игру светла и сенке. Скулптуре боји снажним, јарким колоритом са честим сусретима црвене и зелене, плаве и жуте. Боја увек прати развој волумена, било да се ради о бујном гранању или суптилно стилизованим и смиреним формама. Спој скулпторалног и пиктуралног сведочи о уметниковој слојевитости и снажној експресији, томе додатно помажу природно расцвале форме и готово фовистички, разуздани колорит. Калмара вајара понекад побеђује Калмар сликар! Сам поступак опредмећења уметникове идеје, представља незаменљиви ритуал у коме се прожимају, предају и отимају, узајамно се допуњују - уметник и дрво. Основни предмет Калмарове инспирације јесте свакако животињски свет: бубе, гуштери, скакавци, лептири. Његов уметнички credo изражен је у монументалним, јарко осликаним птицама.

## Галерија
- Ватрена птица, 1996, МНМУ, Јагодина
- Лешинар, 2000, МНМУ, Јагодина
- Диригент, 2009, МНМУ, Јагодина
- Трзај, б. г. МНМУ, Јагодина

## Изложбе
Самосталне изложбе 
- 1956.

Фрањо Калмар, Ликовни сусрет, Изложбена сала, Суботица.
- 1959.

Ференц Калмар, Изложбени простор позоришта, Бачка Топола.
- 1969.

Калмар Ференц, A Magyar Kepzomuveszek szovetsege delmagyarorszagi
teruleti szervezete es a szabadkai kepzokuveszeti talalkozo
rendezeseben, Szeged 21.9 – 12.10.
- 1970.

Ференц Калмар, Галерија савремене уметности, Нови Сад.
- 1976.

Ференц Калмар, Грожњан.
- 1979.

Ференц Калмар, Грожњан.
- 1982.

Калмар Ференц, Салон ликовног сусрета, Суботица 29.1 – 11.2.
- 1986.

Ференц Калмар, Савез удружења ликовних уметника Војводине, Нови Сад 27.10 – 10.11.
- 1988.

Ференц Калмар, Мали Иђош.
- 1990.

Ференц Калмар, Ликовни сусрет, Суботица.
Каламар Магда, Калмар Ференц, Gallery Boston, Ада 20.12.1990 – 1.2.1991.
- 1991.

Ференц Калмар, Ликовна галерија културног центра, Београд 9 – 23.12.
- 1994.

Ференц Калмар, КПЗ Војводине галерија „Мост“, Нови Сад 10 – 20.5.
- 1995.

Ференц Калмар, Галерија Градског музеја, Сента.
- 1997.

Ференц Калмар, Ликовни сусрет, Суботица 17.1 – 15.2; Савремена галерија, Зрењанин, 24.2 – 10.3.
- 1999.

Магдалена и Ференц Калмар: скулптуре, Музеј наивне уметности, Јагодина 5.1.
 Групне изложбе 
- 1952.

Фестивал војвођанских Мађара, Палић.
- 1953.

Изложба секције КПД, Суботица.
- 1954.

Изложба сликара и вајара из Суботице, Палић.
- 1957.

Изложба ликовних уметника Суботице, Изложбена сала, Суботица.
6. Изложба сликарске колоније, Градски музеј, Сента.
- 1958.

7. Изложба сликарске колоније, Градски музеј, Сента; 7. Изложба сликарске колоније, Уметничка колонија Бачка Топола, Бачка Топола.
Изложба ликовних уметника, Градски музеј, Сента.
- 1959.

Уметничка колонија Бачка Топола, Изложбени простор позоришта, Бачка Топола.
- 1960.

Изложба вајара и керамичара, Мали Иђош.
10. и 11. Изложба уметничке колоније, Уметничка колонија Бачка Топола, Бачка Топола.
- 1961.

12. Изложба уметничке колоније, Уметничка колонија Бачка Топола, Бачка Топола.
Изложба керамике, Мали Иђош.
- 1962.

Уметничка колонија Бачка Топола, КПЗ, Бачка Топола 28.4.
10. година уметничких колонија Војводине, Градски музеј, Сента; Нови Сад.
- 1963.

Изложба суботичких ликовних уметника, Градска изложбена сала, Суботица.
6. Изложба колоније, Мали Иђош.
- 1965.

20. Изложба Уметничке колоније Бачка Топола, Уметничка колонија Бачка Топола, Бачка Топола.
Изложба ликовних уметника Суботице, Градска изложбена сала, Суботица 29.4 – 11.5.
- 1966.

23. Изложба уметничке колоније, Раднички универзитет, Бачка Топола.
21. Изложба суботичких ликовних уметника, Градска изложбена сала,
Суботица 26.4 – 7.5.
5. Ликовни сусрет графика и скулптура у уметничким колонијама
Југославије, Палић, октобар.
- 1967.

Изложба суботичких ликовних уметника 1967, Ликовни сусрет, Суботица 28.4. – 6.5.
10. Јубиларна изложба колоније керамичара у Малом Иђошу, Зграда
Колоније Мали Иђош 10. – 17.9.; Зимски салон ликовног сусрета,
Суботица 19.9. – 3.10.
25. Изложба уметничке колоније Бачка Топола, Уметничка колонија Бачка Топола, Бачка Топола; Суботица.
14. Изложба уметничке колоније, Бечеј.
- 1968.

Изложба суботичких ликовних уметника, A mora Ferenc Muzeum, Сегедин, април – мај; Зимски салон ликовног сусрета, Суботица, мај – јун.
Графика и скулптура у уметничким колонијама Југославије, Ликовни сусрет, Суботица, 30.6 – 15.8.
15. Изложба уметничке колоније, Бечеј.
13. Изложба уметничке колоније, Ечка.
17. Изложба сликарске колоније, Градски музеј, Сента 7.11.1968 –
2.3.1969; Бачка Топола.
УЛУС `68, Галерија УЛУС-а, Београд.
- 1969.

Изложба ликовних уметника Војводине, Рума.
Савремени ликовни уметници Војводине, Нови Сад.
14. Изложба уметничке колоније, Ечка.
Изложба уметничке колоније Бачка Топола, Уметничка колонија Бачка
Топола, Бачка Топола; Ликовни сусрет, Суботица.
Ликовно стваралаштво Суботица 1969, Ликовни сусрет, Суботица
21.12.1969. – 6.1.1970.
- 1970.

30. Изложба уметничке колоније Бачке Тополе, Ликовни сусрет, Суботица 25.2. – 8.3.
9. Ликовни сусрет графика и скулптура у уметничким колонијама
Југославије, Ликовни сусрет, Суботица.
15. Изложба ликовне колоније, Ечка.
Ликовни сусрет Суботица 1970, Ликовни сусрет, Суботица 4.10 – 30.11.
1. Заједничка изложба сегединских и суботичких уметника, Mora Ferenc
Muzeum, Сегедин 31.10 – 15.11; Ликовни сусрет, Суботица 6 – 25.12.
- 1971.

31. и 32. Изложба уметничке колоније Бачка Топола, Уметничка колонија Бачка Топола, Бачка Топола; Рума, март.
33. и 34. Изложба уметничке колоније, Раднички универзитет, Бачка Топола.
- 1972.

Изложба савремених уметника, Сала ликовне јесени, Сомбор; Галерија савремене уметности, Нови Сад.
35. Изложба уметничке колоније, Галерија ОЗК, Бачка Топола 30.6 – 15.7.
2. Заједничка колонија ликовних уметника Сегедина и Суботице, октобар – новембар.
Савремена ликовна уметност Војводине, Галерија савремене ликовне уметности, Нови Сад; Београд; Загреб; Љубљана.
11. Ликовни сусрет (Суботица 1972), Ликовни сусрет, Суботица 17.12 – 20.1.1973.
21. Изложба сликарске колоније, Сента.
- 1973.

36. Изложба уметничке колоније Бачка Топола, Дом ЈНА, Бачка Топола 21.10. – 4.11.
20. Изложба уметничке колоније Бечеј, Градски музеј и галерија, Бечеј 7 – 31.10.
18. Изложба уметничке колоније Ечка, Савремена галерија, Ечка, новембар.
Sučasne vytvarne umenie Vojvodiny, Словенска народна галерија,
Братислава 22.11 – 13.12.
Уметничке колоније Војводине, Ликовни сусрет, Суботица, децембар.
25. Излоба ликовних уметника Војводине, Нови Сад; Кикинда; Сента; Панчево.
Изложба војвођанских уметника из Суботице, Ријека; Ровињ.
- 1974.

Колективна изложба ликовних уметника Осијек, Сомбор, Суботица,
Галерија ликовног сусрета, Суботица 19. – 31.7.
21. Изложба уметничке колоније, Градски музеј и галерија, Бечеј, 6 – 26.10.
7. Изложба уметничке колоније „Борковац“, Рума.
Октобарски сусрет 74, Завичајна галерија, Суботица 10 – 28.10.
39. Изложба уметничке колоније Бачка Топола, Уметничка колонија Бачка Топола, Бачка Топола 17.10 – 3.11; Печуј, Капошвар.
- 1975.

Цртеж ликовних уметника Војводине, УЛУВ, Нови Сад.
22. Изложба уметничке колоније Бечеј, Градски музеј и галерија, Бечеј 8 – 28.10.
8. Изложба уметничке колоније „Борковац“, Рума.
Изложба групе чланова УЛУВ-а и УПИДИВ-а из Суботице и Зрењанина,
Ријека; Лабин; Бује.
40, 41. Изложба уметничке колоније Бачка Топола, Уметничка колонија Бачка Топола, Бачка Топола; Пачир, децембар.
- 1976.

42, 43. Изложба уметничке колоније Бачка Топола, Дом ЈНА, Бачка Топола, октобар.
Први сремскомитровачки салон, Галерија „Лазар Возаревић“, Сремска Митровица, новембар.
15. Ликовни сусрет, Ликовни сусрет, Суботица, 16.12.1976 – 30.1.1977.
- 1977.

26. Пролећна изложба УЛУВ-а, Нови Сад.
Изложба ликовних и примењених уметника Осијек, Сомбор, Суботица,
Ликовни сусрет, Суботица.
10. Јубиларна изложба ликовне колоније „Борковац“, Раднички универзитет, Рума 21.10 – 4.11.
Грожњан, Ликовни сусрет, Суботица.
Изложба Суботичких уметника, Палић.
Јубиларна изложба прве сликарске колоније Сента, Градски музеј, Сента 9 – 21.11; Ликовни сусрет, Суботица 24.11 – 12.12; Tornyai Janos museum keptara 18.12.1977 – 6.1.1978.
- 1978.

11. Изложба уметничке колоније „Борковац“, Дом културе, Рума 21.10 – 4.11.
Изложба суботичких уметника у Сегедину и Суботици, Градски музеј; Ликовни сусрет, Суботица.
- 1979.

Уметничка колонија Бачка Топола, Уметничка колонија Бачка Топола,
Бачка Топола 24.3 – 15.4.
12. Изложба уметничке колоније „Борковац“, Дом културе, Рума.
Савремена керамика у Србији, Музеј примењене уметности, Београд, јун – септембар.
Октобарски сусрет `79, Завичајна галерија градског музеја, Суботица 5 – 26.10.
26. Изложба уметничке колоније Бечеј, Градски музеј и галерија, Бечеј 7 – 27.10.
Војвођански ликовни уметници, Музеј „Катона Јожеф“, Кечкемет 25.11 – 16.12.
- 1980.

29. Пролећна изложба УЛУВ-а, Нови Сад.
Ликовна уметност у Војводини 1944 – 1954, Галерија савремене ликовне уметности, Нови Сад, јун; Сомбор; Суботица.
Октобарски сусрет `80, Градски музеј, Суботица 9.10 – 9.11.
13. Изложба уметничке колоније „Борковац“, Завичајни музеј, Рума 24.10 – 7.11.
Изложба чланова УЛУВ-а и УПИДИВ-а из Суботице, Сегедин.
- 1981.

Култура Војводине (Билденде кунст), Нови Сад 19.3 – 15.5; Беч.
Устанак и социјалистичка револуција у делима ликовних уметника Војводине, Народни музеј, Зрењанин 25.6 – 15.7.
Октобарски сусрет `81, Градски музеј, Суботица 9.10 – 2.11.
Уметничка колонија „Борковац“, Завичајни музеј, Рума 23.10 – 6.11.
- 1982.

Савремени ликовни ствараоци Сомбора, Суботице и Осијека, Заједница културних дјелатности Осијек, Галерија ликовних уметности, Осијек.
- 1983.

Тридесет година стваралаштва, Уметничка колонија Бачка Топола,
Уметничка колонија Бачка топола, Бачка Топола 6 – 7.12.
32. Пролећна изложба УЛУВ-а, Галерија Матице српске, Нови Сад 7 – 17.5.
- 1984.

Сусрети `84, Ликовни сусрет, Суботица 6 – 29.3.
Ликовно стваралаштво (Суботица 1944 – 1984), Ликовни сусрет, Суботица, новембар – децембар.
Ликовна поставка Градског музеја, Градски музеј, Суботица, децембар.
- 1985.

УПИДИВ, УЛУВ (Суботица `85), Ликовни сусрет, Суботица 9.10 – 9.11; Зрењанин.
- 1986.

УЛУВ, УЛУПУД, Раднички дом, Суботица 27.6 – 14.7.
- 1987.

Анималистика у српској скулптури од 1950, Галерија „Лада“, Београд, април.
Ликовни сусрет Суботица 1962 – 1987, Ликовни сусрет, Суботица, мај.
УЛУВ – УЛУПУД (Суботица 1987), Раднички дом, Суботица 27.6 – 15.7; Ликовни сусрет, Суботица 9. – 24.10.
15. Разстава меднародне ликовне колоније в Лендави, Завод за културо обчине Лендава де галерија музеј, Лендава 27.11 – 27.12.
- 1988.

Аукција слика, Галерија ликовне јесени, Сомбор, септембар; Српско народно позориште, Нови Сад.
УЛУВ – УЛУПУД (Суботица `88), Раднички дом, Суботица 24.6 – 16.7.
- 1989.

30. година Уметничке керамичке колоније „Имре Девич“, Ликовни сусрет, Суботица.
- 1994.

Уметничка колонија „Буцка Гањо“, Галерија „Буцка Гањо“, Суботица.
- 1995.

Боје и облици, Ликовни сусрет, Суботица, новембар.
Уметност војвођанских Мађара, Сента; Суботица.
Уметничка колонија „Буцка Гањо“, Суботица.
- 1996.

Уметност војвођанских Мађара из Суботице, Суботица; Kiallitassorozat a
Magyarok Vilagszovetsege szekhazaban, Будимпешта, септембар – октобар.
9. Тријенале југословенске керамике, Музеј примењене уметности, Београд; Ликовни сусрет, Суботица.
Форма 14, Ликовни сусрет, Суботица; Народни музеј, Зрењанин; Галерија „Лазар Возаревић“, Сремска Митровица; Српско народно позориште, Нови Сад 4 – 30.11.
- 1999.

Девети бијенале наивне уметности, Музеј наивне уметности, Јагодина 19.7.
Представљање Музеја наивне уметности Јагодина, Завод за проучавање културног развитка, Београд 22.11.
- 2000.

Међународна изложба наивне уметности, Клуб Војске Југославије, Пожаревац 11 – 14.7.
6. Trienale insitneho umenia (INSITA 2000), Slovenska narodna galeria, Bratislava 19.11.2000 – 28.2.2001.
- 2001.

Југословенска колекција наивне уметности (INSITA 2000), Музеј наивне уметности, Јагодина 20.4; Југословенска галерија уметничких дела, Београд 4. – 20.9.
10. Бијенале наивне и маргиналне уметности, Музеј наивне уметности,
Јагодина 15.6 – 15.7.
Ликовно стваралаштво (Суботица `01), Ликовни сусрет, Галерија ликовног сусрета, Суботица 31.8 – 1.10.
Свесни и нагонски неопримитивизам, Музеј наивне уметности, Јагодина
27.12.2001 – 1.2.2002.
- 2002.

Свесни и нагонски неопримитивизам, Југословенска галерија уметничких дела, Београд 7 – 20.2; Музеј савремене ликовне уметности, Нови Сад 26.3 – 15.4; Завичајни музеј, Рума 17.4 – 8.5; Галерија „Илијанум“, Шид 18.7 – 18.8.
- 2003.

Наивна уметност у Србији, Српска академија наука и уметности, Београд 18.6 – 2.8.
11. Бијенале наивне и маргиналне уметности, Музеј наивне уметности,
Јагодина 26.6 – 15.9.
Фантастика у делима наивних уметника Србије, Музеј наивне уметности, Јагодина 16.10 – 18.12.
- 2004.

Наивна уметност у Србији (Илона Тот Гомбкотоне, Ференц Калмар, Тивадар Кошут, Емерик Фејеш, Пал Хомонај), Музеј наивне уметности, Кечкемет 8 – 31.10; Омладински културни центар, Мохач 28.11 – 20.12.
7. Trienale insitneho umenia (INSITA 2004), Slovenska narodna galeria, Bratislava 26.6 – 3.10.
Наивна уметност Србије (Изложба из Збирке Музеја наивне уметности у
Јагодини), Центар за културу, Сопот 28.12.
12. Ликовна колонија наивне и маргиналне уметности, Музеј наивне уметности, Јагодина 23 – 27.8.
- 2005.

Фантастика у делима наивних уметника Србије, Народни музеј, Краљево 13.1 – 18.2; Радул бегов конак, Зајечар 25 – 31.7; Југословенска галерија уметничких дела, Београд 9 – 28.8.
12. Бијенале наивне и маргиналне уметности, Музеј наивне уметности,
Јагодина 7.10 – 28.10.
- 2006.

13. Ликовна колонија наивне и маргиналне уметности, Музеј наивне и маргиналне уметности, Јагодина 15 – 22.8; Галерија Министарства културе Србије, Београд 29.9 – 13.10.
Прва изложба Салона наивне и маргиналне уметности, Галерија
Министарства културе Србије, Београд 5.12 – 22.3.2007.
Промоција календара 2007/08, Салон наивне и маргиналне уметности,
Галерија Министарства културе Србије, Београд 27.12.
- 2007.

Наивна и маргинална уметност Србије, Галерија Културног центра Србије, Париз 22.3 – 18.4; Софијска градска галерија, Софија 7.6 – 5.7; Модерна галерија Ликовни сусрет, Суботица 6.10 – 16.11.
8. Trienale insitneho umenia (INSITA 2007), Slovenska narodna galeria, Bratislava 23.6 – 30.9.
13. Бијенале наивне и маргиналне уметности, Музеј наивне и маргиналне уметности, Јагодина 11.10.2007 – 8.1.2008.
- 2008.

Изложба 13. Бијенала наивне и маргиналне уметности, Уметнички павиљон "Цвијета Зузорић", Београд 11.1 – 24.1.
Наивна и маргинална уметност Србије, Галерија удружења ликовних и примењених уметника, Будимпешта 1 – 29.2; Двор краља Николе, Бар
23.9 – 9.10.
14. Ликовна колонија наивне и маргиналне уметности, Музеј наивне и маргиналне уметности, Јагодина 30.9 – 15.10.

## Монументална дела
- Немирна равница, Таванкут, Суботица.
- Споменик палим борцима, Бачко Душаново.
- Раднички дом ливнице Кикинда, Кикинда.
- Гвоздени колаж, Кикинда.
- Локвањ – Фонтана у Геронтолошком центру, Суботица.
- Мали риболовац, Палић.
- Челна фасада школе „Иво Лола Рибар“, Суботица.
- Биста Иве Лоле Рибара, Школа „Иво Лола Рибар“, Суботица.